# HMS Victoria (1887)
HMS Victoria – brytyjski pancernik wieżowy z końca XIX wieku, zbudowany dla Royal Navy w 1890 roku i włączony do Floty Śródziemnomorskiej jako jej okręt flagowy. Zatonął 22 czerwca 1893 roku w pobliżu Trypolisu w Libanie w wyniku kolizji z pancernikiem „Camperdown”. W katastrofie zginęło 358 członków załogi okrętu, z dowódcą Floty Śródziemnomorskiej, wiceadmirałem George’em Tryonem.

## Projektowanie i budowa
Budowane dla Royal Navy w latach 80. XIX wieku pancerniki typu Admiral, z działami artylerii głównej umieszczonymi w otwartych od góry barbetach, były krytykowane przez oficerów marynarki i uosabianą przez prasę brytyjską opinię publiczną za niedostateczne zabezpieczenie okrętów i załóg przed ogniem artyleryjskim przeciwnika. W odpowiedzi ówczesny główny konstruktor Admiralicji, inżynier Nathaniel Barnaby, przygotował projekt nowego typu pancerników, w których powrócił do wcześniejszego rozwiązania, polegającego na umieszczeniu dział w wieżach artyleryjskich systemu Colesa. Projekt oparty był na powiększonej konstrukcji wcześniejszego pancernika „Hero”.
Jeden z dwóch okrętów nowego typu, dla którego początkowo przewidziano nazwę „Renown”, został zamówiony w stoczni koncernu Armstrong Whitworth w Elswick. Stępkę położono 23 kwietnia 1885 roku, zaś wodowanie odbyło się 9 kwietnia 1887 roku. Był to pierwszy pancernik zbudowany w stoczni Armstronga. W związku z przypadającym na ten rok złotym jubileuszem królowej Wiktorii, zmieniono na jej cześć nazwę jednostki, chrzcząc ją jako „Victoria”. W trakcie ceremonii wodowania fala, spowodowana przez spływający na wodę kadłub, dotarła aż do nabrzeża, mocząc znajdujących się tam widzów. Prace wykończeniowe na okręcie, podobnie jak na bliźniaczym „Sans Pareil”, przeciągały się w związku z oczekiwaniem na dostawę potężnych dział Armstronga kalibru 413 mm (16,25 cala), dodatkowo w trakcie strzelań próbnych wykryto wady w konstrukcji luf. Ostatecznie „Victoria” weszła do służby w Royal Navy w marcu 1890 roku. Całkowity koszt budowy, łącznie z uzbrojeniem, wyniósł 844 922 ówczesnych funtów szterlingów.

## Opis konstrukcji
„Victoria” była pancernym okrętem o długości całkowitej 110,64 m (103,63 m na konstrukcyjnej linii wodnej) i szerokości maksymalnej 21,34 m, wyporności konstrukcyjnej wynoszącej 10 470 ton angielskich (ts) przy zanurzeniu 8,11 m oraz normalnej 11 020 ts przy zanurzeniu 8,84 m. Na niskim pokładzie dziobowym umieszczona była wieża artyleryjska z dwoma działami kal. 413 mm. Pomimo że okręt miał dobrą dzielność morską i stanowił stabilną platformę dla dział, niska wolna burta (lufy dział znajdowały się zaledwie pięć metrów powyżej powierzchni morza) powodowała trudności w używaniu ich podczas złego stanu morza. Pozostałą artylerię stanowiły: działo kal. 254 mm (10 cali), umieszczone na pokładzie rufowym i osłonięte jedynie maską pancerną, 12 dział kal. 152 mm (6 cali) rozmieszczonych po sześć w bateriach burtowych w kazamatach oraz działa szybkostrzelne sześcio- i trzyfuntowe. Ponadto pancernik posiadał sześć wyrzutni torpedowych kal. 356 mm (14 cali), z których cztery były zainstalowane poniżej linii wodnej na burtach, zaś dwie powyżej powierzchni wody w stewach dziobowej i rufowej (według innego źródła osiem wyrzutni, sześć podwodnych i dwie nadwodne).
Opancerzenie okrętu tworzył pas burtowy na linii wodnej, o grubości 457 mm, składający się wraz z grodziami poprzecznymi o grubości 406 mm na cytadelę pancerną, chroniącą najważniejsze elementy konstrukcyjne jednostki. Opancerzenie poziome składało się z dwóch pokładów pancernych:górnego nakrywającego obszar cytadeli oraz dolnego, poniżej linii wodnej na dziobie i rufie, każdego o grubości 76 mm. Dodatkową ochronę stanowiły odpowiednio rozmieszczone zasobnie węglowe. Pancerz wieży artyleryjskiej miał grubość 432 mm, barbeta 457 mm, grodzie poprzeczne zamykające pokład bateryjny 76 mm (przednia) i 152 mm (rufowa), pancerne stanowisko dowodzenia maksymalnie 356 mm.
Napęd stanowiły, zastosowane po raz pierwszy w historii na pancerniku, dwie pionowe trzycylindrowe maszyny parowe potrójnego rozprężania typu compound, produkcji firmy Humphreys, napędzające dwie czterołopatowe śruby okrętowe. Średnice cylindrów wynosiły kolejno 1067, 1575 i 2438 mm, skok tłoka 1295 mm. Projektowana moc indykowana maszyn wynosiła 8000 hp, co miało pozwolić osiągnąć prędkość 16 węzłów. Na próbach z przeforsowaniem „Victoria” osiągnęła 14 244 ihp i 17,3 węzła. Parę do maszyn dostarczało osiem czteropaleniskowych kotłów o ciśnieniu roboczym 135 psi, opalanych węglem, umieszczonych w czterech oddzielnych kotłowniach, po dwóch na każdej burcie. Spaliny były odprowadzane przez dwa kominy, ustawione obok siebie, co było ewenementem, zastosowanym po raz pierwszy w brytyjskiej marynarce. Zapas węgla, wynoszący normalnie 750 ts a maksymalnie 1000 ts pozwalał uzyskać zasięg 7000 mil morskich przy prędkości ekonomicznej 10 węzłów. „Victoria” została zwodowana z kominami niższymi od przewidzianych w projekcie, zostały one podwyższone przed wcieleniem okrętu do służby, co poprawiło nieco parametry pracy kotłów.
Projektowana załoga okrętu miała wynosić 550 osób, później znacznie wzrosła w związku z pełnieniem przezeń funkcji jednostki flagowej, w chwili zatonięcia na pokładzie znajdowało się 715 oficerów, podoficerów i marynarzy.
Ze względu na charakterystyczny wygląd i niknięcie przedniego pokładu pod wodą w trakcie żeglugi po wzburzonym morzu, pancernik otrzymał od marynarzy przydomek „kapeć” (The Slipper), zaś wraz z bliźniaczym „Sans Pareil” były nazywane „parą kapci” (The Pair of Slippers).

## Przebieg służby

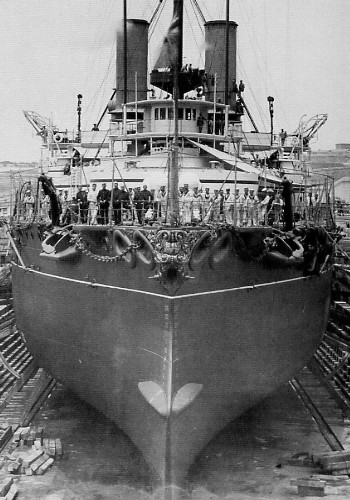
HMS „Victoria” w suchym doku na Malcie

Po odbyciu prób morskich, 19 marca 1890 roku „Victoria” została wcielona w skład Floty Śródziemnomorskiej, wówczas najsilniejszego związku operacyjnego Royal Navy, zastępując „Camperdown” w roli jednostki flagowej jej dowódcy, admirała Anthony’ego Hoskinsa. Po jego awansie na stanowisko Pierwszego Lorda Morskiego, od 15 października 1891 roku pełniła funkcję okrętu flagowego admirała George’a Tryona. Jej dowódcą został wówczas mianowany komandor Maurice Burke. Przez kolejne miesiące uczestniczyła w licznych manewrach, przeprowadzanych przez Tryona, opracowującego nowy system komunikacji pomiędzy jednostkami w szyku. 29 stycznia 1892 roku weszła na kamienistą mieliznę w pobliżu Platei na greckim wybrzeżu. Prace nad odciążeniem kadłuba (zdjęto ponad 1250 ton różnych ciężarów) trwały do 4 lutego, gdy dwa inne pancerniki: „Edinburgh” i „Dreadnought” ściągnęły „Victorię” na głębszą wodę. Powstałe, niewielkie uszkodzenia spowodowały konieczność zadokowania w stoczni na Malcie, jako pierwszego okrętu w nowo zbudowanym Hamilton Dock. Remont zakończył się w maju 1892 roku, po czym „Victoria” znów powróciła do roli okrętu flagowego.
27 maja 1893 roku Flota Śródziemnomorska rozpoczęła kolejne letnie manewry. Wzięły w nich udział dwa dywizjony pancerników: 1., pod dowództwem samego admirała Tryona, i 2., dowodzony przez kontradmirała Alberta Markhama, z „Camperdownem” jako jednostką flagową. Rejonem manewrów były wody na północ od Rodos, następnie flota zawijała kolejno do Akki, Hajfy i 17 czerwca do Bejrutu. Obie eskadry spędziły tam pięć dni, po czym admirał Tryon zdecydował o wyjściu w morze i przepłynięciu do Trypolisu. Dystans ten wynosił około 60 mil morskich. Okręty Floty Śródziemnomorskiej opuściły port w Bejrucie rano 22 czerwca 1893 roku.

## Utrata okrętu

Animacja przedstawiająca kolizję 22 czerwca 1893
W prawej kolumnie:
1 – „Victoria” (czerwona)
2 – „Nile”
3 – „Dreadnought”
4 – „Inflexible”
5 – „Collingwood”
6 – „Phaeton”
W lewej kolumnie:
7 – „Camperdown” (niebieski)
8 – „Edinburgh”
9 – „Sans Pareil”
10 – „Edgar”
11 – „Amphion”

Brytyjskie okręty płynęły w szyku torowym wzdłuż wybrzeża Libanu. Przy rozwijanej prędkości około 8 węzłów, przewidywano przybycie na miejsce około 16.30. Admirał Tryon postanowił wykorzystać podejście na kotwicowisko do przeprowadzenia skomplikowanego manewru obydwu dywizjonów. Miał on polegać na ich równoczesnym zawróceniu dwóch płynących równolegle kolumn, poprzez ich zwrot ku sobie przy odległości pomiędzy liniami wynoszącej zaledwie sześć kabli i po przejściu na kontrkurs podejściu parami w rejon planowanego postoju. Dowódca zakomunikował o swym zamiarze kilku oficerom na naradzie zwołanej wczesnym popołudniem. Jeden z jej uczestników, komandor porucznik Thomas Hawkins-Smith zwrócił mu uwagę, że odległość pomiędzy dywizjonami jest zbyt mała i nie uwzględnia promienia skrętu jednostek, którego suma dla dwu okrętów flagowych wynosiła ponad dziewięć kabli. Pomimo tych obiekcji, admirał wydał w obecności dowódcy okrętu rozkaz, potwierdzający odległość sześciu kabli.
Dywizjony pancerników zaczęły przygotowania do manewru około 14.20. Większość oficerów miała wątpliwości dotyczące odległości w szyku, ale spodziewali się raczej jakiegoś szczególnego rozkazu, komplikującego ich działanie, niż błędu dowódcy. Ponadto apodyktyczny styl dowodzenia admirała Tryona i pojęcie dyscypliny wpojone oficerom Royal Navy utrudniały jakiekolwiek komentarze. Pierwszą (prawą) kolumnę prowadziła „Victoria”, za nią płynęły kolejno: pancerniki „Nile”, „Dreadnought”, „Inflexible” i „Collingwood” oraz krążownik „Phaeton”. Druga kolumna, lewa, prowadzona przez kontradmirała Markhama na „Camperdownie” składała się kolejno z pancerników „Edinburgh” i „Sans Pareil” oraz zamykających ją krążowników „Edgar” i „Amphion”.
O 15.25, będąc na wysokości kotwicowiska, admirał Tryon rozkazał podnieść na swoim pancerniku zestaw flag nakazujący wszystkim okrętom zaplanowaną zmianę kursu. Ponieważ kod flagowy nie przewidywał jednego sygnału dla takiego manewru, prawa kolumna otrzymała rozkaz zwrotu o 16 rumbów (180°) w lewo, lewa kolumna o 16 rumbów w prawo. Wszystkie jednostki oprócz „Camperdowna” potwierdziły odczytanie i zrozumienie sygnału. Ten ostatni uczynił to dopiero sześć minut później, gdy zespoły zbliżyły się znacznie do brzegu. Było to spowodowane wątpliwościami admirała Markhama, który obawiając się błędu nawigacyjnego przy wykonywaniu manewru zamierzał poprosić za pośrednictwem alfabetu semaforowego o wyjaśnienie sygnału. Jednak, ponaglony kolejnym zapytaniem z okrętu admiralskiego, dlaczego wciąż się ociąga, wydał rozkaz potwierdzenia i rozpoczęcia manewru.
O 15.31 czołowe okręty obydwu kolumn rozpoczęły skręt ku sobie. Po krótkim czasie dla dowódcy „Victorii” stało się jasne, że znalazł się na kursie kolizyjnym z „Camperdownem”. Admirał Tryon, obecny na pomoście „Victorii”, ale nie biorący bezpośrednio udziału w dowodzeniu, zezwolił komandorowi Burke’owi najpierw na pracę lewoburtowej maszyny wstecz dla zmniejszenia promienia skrętu, zaś wkrótce na danie komendy „cała wstecz” dla uniknięcia kolizji z czołowym okrętem drugiej kolumny. Jednak, ponieważ pancerniki dzieliło wtedy jedynie około 350 metrów, a nikt z dowodzących „Camperdownem” nie podjął jakichkolwiek działań by zapobiec zderzeniu, było ono nieuniknione. O 15.34 taranowy dziób „Camperdowna” wbił się w prawą burtę „Victorii”, około 20 metrów od stewy dziobowej.

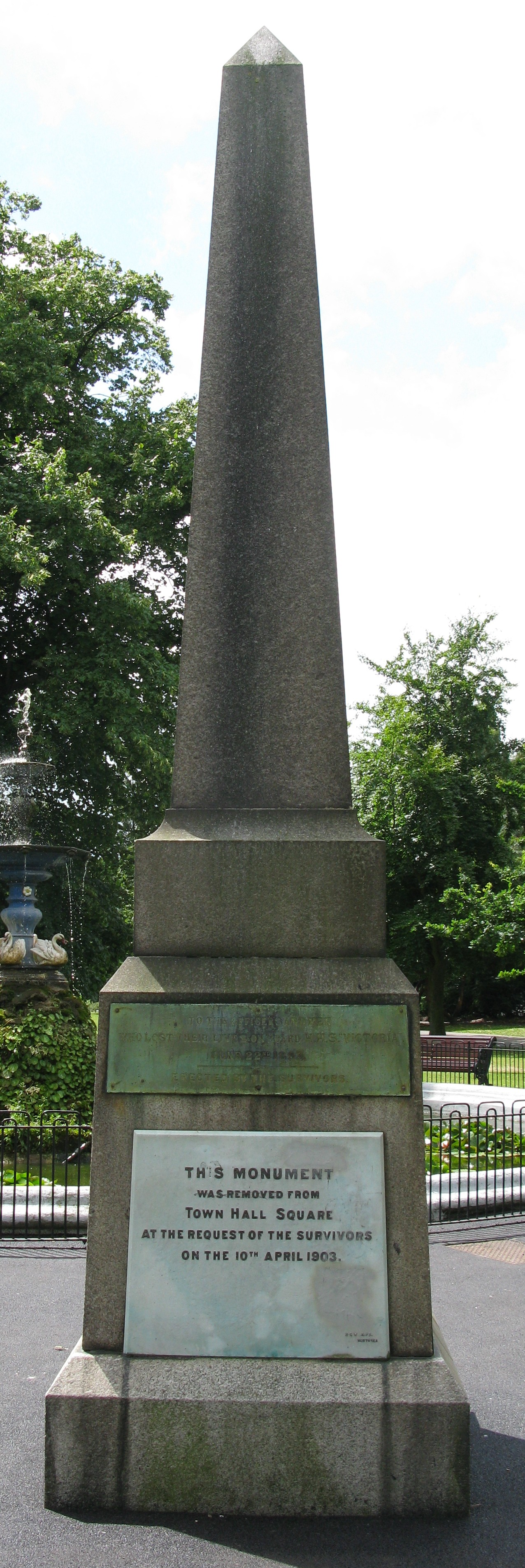
Pomnik upamiętniający ofiary katastrofy w Victoria Park w Portsmouth

Pomimo niewielkiej prędkości względnej obydwu okrętów, zderzenie miało fatalne skutki dla „Victorii” i jej załogi. Taran „Camperdowna” rozerwał kadłub poniżej linii wodnej i utkwił w powstałej szczelinie. Ponieważ rufy obu okrętów zaczęły zbliżać się do siebie, unieruchomiony dziób obracając się powodował jeszcze większe uszkodzenia. Przez rozgięte blachy woda zaczęła się wlewać do wnętrza kadłuba, powodując w ciągu dwóch następnych minut zatonięcie nisko położonego pokładu dziobowego. To z kolei doprowadziło do przelewania się wody przez otwory strzelnicze wieży artyleryjskiej. Przegłębienie na dziób spowodowało wynurzenie steru. Wydany rozkaz pozamykania drzwi wodoszczelnych i pokryw luków oraz ambrazur dział 6-calowych „Victorii” został wykonany jedynie częściowo, przez co woda miała swobodny dostęp do dalszych partii kadłuba. W ciągu kilku minut stało się jasne, że okręt jest stracony. Rozpoczęto przygotowania do opuszczenia pancernika. O godzinie 15.44 „Victoria” przewróciła się do góry stępką i zatonęła. Obracające się śruby zabiły lub zraniły wielu ze znajdujących się w wodzie członków załogi. Szalupy z pozostałych pancerników uratowały 357 osób. Zginęło 358 osób, w tym admirał Tryon. Nie uratował się nikt z obsady siłowni, która do końca usiłowała utrzymać maszyny w ruchu. Wśród uratowanych byli dowódca okrętu, komandor Burke i jego zastępca, komandor John Jellicoe, późniejszy głównodowodzący Grand Fleet podczas I wojny światowej. Ten ostatni, osłabiony w wyniku przebytej brucelozy (gorączki maltańskiej), przeżył w wodzie wyłącznie dzięki pomocy midszypmena Philipa Robertsa-Westa. Również „Camperdown” odniósł w kolizji poważne uszkodzenia, ale zachował pływalność i o własnych siłach dotarł do stoczni na Malcie. Chorzy i ranni spośród ocalałych zostali umieszczeni na krążowniku „Edgar” i również jak najszybciej przewiezieni na Maltę.

## Dochodzenie
17 lipca 1893 roku na pokładzie kotwiczącego w La Valetta okrętu liniowego „Hibernia” rozpoczęły się przesłuchania w przewodzie sądowym, mającym wyjaśnić okoliczności tragedii i wskazać winnych. Przewodniczącym sądu został nowy dowódca Floty Śródziemnomorskiej, admirał Michael Culme-Seymour. W toku postępowania nie wyjaśniono intencji rozkazu admirała Tryona, pojawiły się także opinie, że został on źle wyrażony lub zrozumiany. Jednakże niektórzy z ocalałych zeznali, że adm. Tryon przed zatonięciem okrętu, z którego nie próbował się ratować, powtarzał słowa „To moja wina”. Zeznania kontradmirała Markhama występującego jako świadek wypadły dla niego bardzo niekorzystnie, wykazując jego niekompetencję i nieznajomość obowiązujących procedur. Ostatecznie, po dziesięciu dniach, sąd wydał wyrok wskazujący na całkowitą winę admirała Tryona, który wydał błędny rozkaz, jednocześnie uwalniając od zarzutów zarówno kontradmirała Markhama, jak i komandora Burke’a.
Po udostępnieniu opinii publicznej sentencji wyroku i zeznań świadków, krytyka formułowana za pośrednictwem prasy doprowadziła do odsunięcia kontradmirała Markhama od dowodzenia i przesunięcia go na mniej eksponowane stanowisko, co ostatecznie doprowadziło do zakończenia przezeń kariery w marynarce. We wrześniu 1893 roku główny konstruktor Royal Navy, William Henry White, przygotował raport na temat konstrukcyjnych przyczyn zatonięcia pancernika i wysunął szereg wniosków co do sposobu konstruowania kolejnych jednostek tej klasy.
Wrak „Victorii” został odnaleziony 22 sierpnia 2004 roku na głębokości 140 m przez dwóch nurków: Christiana Francisa i Marka Ellyatta. Stoi w niezwykle rzadko spotykanej pozycji, pionowo na dziobie (ciężka dziobowa wieża działowa sprawiła, że tonął dziobem w dół, co udokumentowały zdjęcia z katastrofy). Wrak jest wbity w dno na głębokość około 30 m, a rufa i śruby napędowe są niewiele ponad 70 m pod powierzchnią morza. W 2012 r. rozpowszechniono informację, że na wraku nurkowie znaleźli pałasz, którego właścicielem był adm. Horatio Nelson; adm. Tryon był wielbicielem Nelsona i posiadał na okręcie pamiątki po nim. Rzekomy artefakt nie został jednak wydobyty, lecz ponoć ukryty na wraku, a znalazcy obiecali wydobyć go za wysoką cenę.